# ثولاني هلاتشوايو
ثولاني هلاتشوايو (بالإنجليزية: Thulani Hlatshwayo)‏ (مواليد 18 ديسمبر 1989) هو لاعب كرة قدم جنوب أفريقي يلعب حاليًا لصالح نادي أياكس كيب تاون الجنوب أفريقي.

## الأهداف الدولية
| # | التاريخ       | الملعب                | المنافس | الهدف | النتيجة | البطولة     |
| - | ------------- | --------------------- | ------- | ----- | ------- | ----------- |
| 1 | 14 يناير 2015 | ستاد ليبرفيل، الغابون | مالي    | 1–0   | 3–0     | مباراة ودية |

## روابط خارجية
- ثولاني هلاتشوايو على موقع قاعدة بيانات كرة القدم.إي يو (الإنجليزية)
- ثولاني هلاتشوايو على موقع ناشيونال فوتبول تيمز (الإنجليزية)
- ثولاني هلاتشوايو على موقع Soccerway.com (الإنجليزية)